# Louis Rochet
Louis Rochet (Paris, 1813 — 1878) foi um escultor francês, especialista em monumentos equestres e que realizou diversas obras no Brasil. Foi professor de Auguste Rodin.
Era apaixonado por culturas exóticas e dominava o chinês ao ponto de ter escrito uma gramática dessa língua. Ao chegar ao Brasil, interessou-se por tipos físicos, e modelou o busto do escravo que o servia, provavelmente a única escultura em bronze de um negro brasileiro feita naquela época.
É o autor do o Monumento a D. Pedro I que se encontra na Praça Tiradentes, no Rio de Janeiro. Inaugurado em 1862, o monumento nasceu de um concurso entre artistas nacionais e estrangeiros, em 1885, e o vencedor foi o brasileiro João Maximiano Mafra. Porém, o projeto foi executado em Paris por Rochet, que também participara do concurso e chegara em terceiro lugar.